# جون توماس ارتشر وود
جون توماس ارتشر وود (بالإنجليزية: John Thomas Archer Woods)‏ (1875 - ) هو لاعب كريكت ولاعب كرة قدم بريطاني في مركز الوسط.